# مهناز خطیبی
مهناز خطیبی (زاده دی ۱۳۶۰ در تهران) بازیگر، نویسنده و مترجم اهل ایران است. وی کارشناسی بازیگری دانشکده هنرهای زیبا دانشگاه تهران است. او همسر محمد بحرانی بازیگر، مجری، صداپیشه ایرانی است.

## بازیگری

### تئاتر
- ۱۴۰۲- زنده بگور (مریم ایرانمنش)
- ۱۳۹۸-هایزنبرگ (عباس خادم)
- ۱۳۹۶-فلان و چنان (رضاشاهبداغی)
- ۱۳۹۴-صندلی‌ها (طلیعه طریقی)[۱]
- ۱۳۹۴-اینجا جای تو نیست! (افسانه‌میرباقری)[۲]
- ۱۳۹۳-مونوپولی در چهارراه حوادث (مرتضی ضرابی)[۳]
- ۱۳۹۲-افسانه آه (آنوش عزیزی)[۴]
- ۱۳۸۹-کنسرت حشرات (مریم سعادت)
- ۱۳۸۶-لمنوس (رائول گنزالس: ایران- مکزیک)
- ۱۳۸۵-ادیپ در راه (فابریس نیکوت: ایران- فرانسه)
- ۱۳۸۴-هشت لحظه (زهرا صبری)
- ۱۳۸۴-وین راه بی‌نهایت (محمود عزیزی)

### تصویری
- ۱۳۹۷- فیلم کوتاه «پگاه» (سعید حبیب زاده)[۵]
- ۱۳۸۷- تله فیلم «جسارت» (محمدعلی میاندار)
- ۱۳۸۳- مستند نمایشی «تئاتر معاصر ایران» (محمود عزیزی)
- ۱۳۸۶- مستند نمایشی «ام ابیها» (مرضیه منصوری)

### عروسکی
- ۱۴۰۲ - پیکولو - صداپیشه «شالی»
- ۱۳۹۳- کلاه قرمزی - عروسک‌گردان «دیبی»
- ۱۳۹۲- شهر موشها ۲ – عروسک‌گردان «خانم مدیر»
- ۱۳۸۷- «بوبونی و مادربزرگ» (محمداعلمی) - صداپیشه «شاعر» – «ننه ماهی»
- ۱۳۸۶- استاد همه چی دون (کیهان شادور) – عروسک‌گردان «استاد همه چی دون»
- ۱۳۸۵- «اتاق نگار» (محمداعلمی) - صداپیشه «دایی سامان»

## نگارش و ترجمه
- ۱۳۹۷- "دستی_نرم_در_خشونتِ_سنگ…"
- ۱۳۹۴- دراماتورژی نمایش "اینجا جای تو نیست!" (کارگردان: افسانه میرباقری)
- ۱۳۹۳- دراماتورژی نمایش "مونوپولی در چهارراه حوادث" (کارگردان: مرتضی ضرابی)
- ۱۳۹۲- ترجمه نمایش "آندروماک" (اوریپید)[۶]
- ۱۳۸۶- مجموعه تلویزیونی "از کجا باید شروع کرد؟" (کارگردان: مریم سعادت)
- ۱۳۸۶- مجموعه تلویزیونی استاد همه چی دون (کارگردان: کیهان شادور)
- ۱۳۸۲- نمایش "ویز… تق"

## جوایز و افتخارات
- نمایش «ویز…تق»: جوایز طراحی صحنه، کارگردانی، ساخت عروسک، موسیقی برگزیدگان هفتمین جشنواره دانشجویی نمایش عروسکی، خبرگزاری مهر، ۲۴ آذر ۱۳۸۲، دریافت‌شده در ۱۲ آبان ۱۳۹۸
- نمایشنامه آندروماک (اوریپید): ترجمه برگزیده جشنواره نشر افراز آثار برگزیده جشنواره نمایشنامه نویسی افراز منتشر می‌شوند، ایران تئاتر، ۱۰ خرداد ۱۳۹۱، دریافت‌شده در ۱ مرداد ۱۳۹۸ و ترجمه برگزیده برنامهٔ «عصری با نمایش» خداحافظی رسمی”عصری با نمایش” با مجموعه تئاترشهر، ایران تئاتر، ۵ مرداد ۱۳۸۴، دریافت‌شده در ۱۲ آبان ۱۳۹۸
- نمایش «فلان و چنان» : منتخبِ بازیگری برترین‌های هجدهمین جشنواره نمایش‌های آیینی از نگاه دپارتمان نقد تئاتر فستیوال، تئاترفستیوال، ۲۰ شهریور ۱۳۹۶، دریافت‌شده در ۱۲ آبان ۱۳۹۸
- نمایش «کلفت‌ها»: نامزد بازیگری نامزدهای دریافت جوایز هفتمین جشنواره تئاتر دانشگاهی فجر، خبرگزاری مهر، ۳۰ بهمن ۱۳۸۲، دریافت‌شده در ۱۲ آبان ۱۳۹۸